# Brett Lunger
Robert Brett Lunger (Wilmington, Delaware,14 de novembro de 1945) é um ex-automobilista e veterano de guerra dos Estados Unidos.
Lunger foi educado na Holderness School e na Universidade de Princeton. Ele abandonou Princeton depois de três anos para se alistar para servir no Vietnã. Ele era um graduado em ciência política. Na época, ele estava preparando uma tese sobre a política dos Estados Unidos no Sudeste Asiático. O Incidente do Golfo de Tonkin refutou muito do que Lunger afirmou em seus escritos. Um ex-tenente da Marinha dos EUA que serviu na guerra do Vietnã, sua carreira de piloto foi gasta principalmente em carros pagos com a riqueza de sua família, já que a mãe de Lunger, Jane du Pont Lunger, era uma herdeira da família Du Pont fortuna e um criador de cavalos de corrida proeminente. Ele também é conhecido por ajudar a resgatar Niki Lauda de sua Ferrari em chamas em 1976 em Nürburgring.
Lunger não foi criado como um entusiasta de carros. Ele foi criado para gostar de beisebol, hóquei e futebol. Ele se interessou por automobilismo quando um amigo o levou para uma corrida em 1965. Em 1966, ele era o "garoto rico" da série Can-Am. Entre 1972 e 1973, ele enfrentou a principal competição da Fórmula 2 europeia, que tinha nomes como Emerson Fittipaldi, Ronnie Peterson e Jean-Pierre Jarier. O seu melhor resultado foi um 4º lugar em Mantorp Park, na Suécia, pela Space Racing, no seu March-Ford BDA 722. As máquinas em que se encontrava não lhe permitiam melhor. Em um único fim de semana em Rouen, França, Lunger explodiu três motores Ford BDA.
Ele se casou com Jo, filha de Sir Leonard Crossland, ex-presidente da Ford da Grã-Bretanha e executivo da Lotus em 1975.

## Todos os Resultados na Fórmula 1
(legenda)
| Ano  | Equipe                             | Chassis      | Motor                    | 1      | 2       | 3       | 4       | 5        | 6     | 7       | 8       | 9       | 10      | 11       | 12     | 13      | 14      | 15     | 16     | 17  | Posição | Pontos |
| ---- | ---------------------------------- | ------------ | ------------------------ | ------ | ------- | ------- | ------- | -------- | ----- | ------- | ------- | ------- | ------- | -------- | ------ | ------- | ------- | ------ | ------ | --- | ------- | ------ |
| 1975 | Hesketh Racing                     | Hesketh 308  | Ford Cosworth DFV 3.0 V8 | ARG    | BRA     | RSA     | ESP     | MON      | BEL   | SWE     | NED     | FRA     | GBR     | GER      | AUT 13 | ITA 10  | USA Ret |        |        |     | NC      | 0      |
| 1976 | Team Surtees                       | Surtees TS19 | Ford Cosworth DFV 3.0 V8 | BRA    | RSA 11  | USW DNQ | ESP DNQ | BEL Ret  | MON   | SWE 15  | FRA 16  | GBR Ret | GER Ret | AUT 10   | NED    | ITA 14  | CAN 15  | USA 11 | JPN    |     | NC      | 0      |
| 1977 | Chesterfield Racing                | March 761    | Ford Cosworth DFV 3.0 V8 | ARG    | BRA     | RSA 14  | USW Ret | ESP 10   | MON   |         |         |         |         |          |        |         |         |        |        |     | NC      | 0      |
| 1977 | Chesterfield Racing                | McLaren M23B | Ford Cosworth DFV 3.0 V8 |        |         |         |         |          |       | BEL DNS | SWE 11  | FRA DNQ | GBR 13  | GER Ret  | AUT 10 | NED 9   | ITA Ret | USA 10 | CAN 11 | JPN | NC      | 0      |
| 1978 | Liggett Group / B & S Fabrications | McLaren M23B | Ford Cosworth DFV 3.0 V8 | ARG 13 | BRA Ret | RSA 11  | USW DNQ |          |       |         |         |         |         |          |        |         |         |        |        |     | NC      | 0      |
| 1978 | Liggett Group / B & S Fabrications | McLaren M26  | Ford Cosworth DFV 3.0 V8 |        |         |         |         | MON DNPQ | BEL 7 | ESP DNQ | SWE DNQ | FRA Ret | GBR 8   | GER DNPQ | AUT 8  | NED Ret | ITA Ret |        |        |     | NC      | 0      |
| 1978 | Team Tissot Ensign                 | Ensign N177  | Ford Cosworth DFV 3.0 V8 |        |         |         |         |          |       |         |         |         |         |          |        |         |         | USA 13 | CAN    |     | NC      | 0      |